# Manjul Publications
Manjul Publishing House Pvt. Ltd (även kända som Manjul Publications) är ett indiskt bokförlag i Bhopal, Indien. De är välkända för sina översättningar av Harry Potter-böckerna till hindi. Förlaget grundades 1999.